# 岩手弁護士会
岩手弁護士会（いわてべんごしかい、Iwate Bar Association）は、日本に52ある弁護士会の一つである。略称は「岩弁」（いわべん）。

## 所在地
- 盛岡市大通1丁目2-1 岩手県産業会館本館2階

## 業務内容
- 岩手県庁・県下各市町村で行なわれる法律相談の運営
- 裁判員制度の普及活動
- 日本弁護士連合会との連携事業